# Charles Gabriel Pravaz

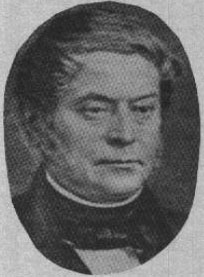
Charles Gabriel Pravaz

Charles Gabriel Pravaz (1791 - 1853) a fost un medic ortoped și chirurg francez care a inventat seringa modernă. Cu toate că conceptul seringii datează de la Galen, forma ei modernă apare în secolul cincisprezece în Italia, dar a fost nevoie de secole pentru ca ea să adopte forma actuală. 
Câteva contribuții in acest domeniu au adus și Christopher Wren și Robert Boyle. De asemenea, popularizarea seringii a făcut-o mai mult un alt chirurg francez - L. Behier.  